# 内莞镇
内莞镇是中国广东省河源市连平县下辖的一个镇，位于连平县东北部，1993年成立。辖区总面积231.5平方公里，下辖11个村，总人口1.8万人。105国道穿境而过。

## 行政区划
内莞镇下辖以下村级行政区划单位
横水村、大陂村、塘兴村、小洞村、蓝州村、显村、莞中村、桃坪村、蕉坪村、高湖村和大水村。